# Palazuelo (Badajoz)
Pour les articles homonymes, voir Palazuelo.
Palazuelo est une localité espagnole située dans la commune de Villar de Rena, dans la province de Badajoz en Estrémadure.
Elle compte 496 habitants en 2017[réf. souhaitée].

## Situation
Palazuelo se trouve sur la rive gauche du río Ruecas (es), non loin de Puebla de Alcollarín.
Distante d'une dizaine de kilomètres du chef-lieu de Villar de Rena par la route, elle atteint au nord-est la limite de la province de Cáceres.
Son statut particulier (en espagnol : entidad local menor) lui confère une personnalité juridique propre au sein de la commune de Villar de Rena.
Elle fait cependant partie du district judiciaire de Villanueva de la Serena dans la comarque de Vegas Altas comme le reste de la commune.

## Histoire
Fondée en 1961[réf. souhaitée], Palazuelo est l'une des localités créées dans le cadre du plan Badajoz (es) initié sous le régime franquiste, plan qui visait à doter l'agriculture de la province de Badajoz d'un système d'irrigation et d’électrification basé sur le fleuve Guadiana.
Le riz est la culture principale à Palazuelo. La riziculture est complétée par la plantation de pêchers, de poiriers et d'autres arbres fruitiers.
Les inondations étaient fréquentes en hiver jusqu'aux travaux de canalisation du río Ruecas dans les années 1980.
Les années 1990 ont vu la construction d'un séchoir à grain industriel.
La population a considérablement diminué et vieilli pendant les dernières décennies du fait d'une émigration intermittente notamment vers Madrid, Barcelone ou Majorque.